# Feargal Sharkey
Sean Feargal Sharkey OBE (* 13. August 1958 in Derry) ist ein nordirischer Sänger. Zu Beginn der 1990er Jahre beendete er seine künstlerische Karriere und ist seitdem im Musikmanagement tätig.

## Werdegang
Sharkey wurde zunächst als Frontmann der Punkpopband The Undertones bekannt. Nach deren Auflösung im Jahr 1983 arbeitete er kurzzeitig mit der Gruppe The Assembly zusammen. Dabei entstand die Single Never Never, die im Vereinigten Königreich den vierten Platz der Charts erreichte.
1984 begann er eine Karriere als Solokünstler. Sharkeys größter Hit war die Single A Good Heart, die in Großbritannien im November 1985 für zwei Wochen Platz 1 der Singlecharts belegte. Das Lied stammte aus der Feder von Maria McKee. Auch die Nachfolgesingle You Little Thief und sein Debütalbum, das von Dave Stewart produziert wurde, verkauften sich sehr gut.
Ab Beginn der 1990er Jahre war Sharkey stärker als Musikproduzent tätig und arbeitete als A&R-Manager bei Polydor. Von Dezember 1998 bis Dezember 2003 war er Mitglied der britischen Aufsichtsbehörde Radio Authority. Seit Oktober 2008 war er CEO von UK Music, einem von ihm mitbegründeten Dachverband der britischen Musikindustrie. Im November 2011 trat er von seinem Posten bei UK Music zurück, um sich anderen Aufgaben zu widmen.
Anlässlich eines Interviews in Simon Logans Nachmittag-Show am 7. August 2013 auf BBC Newcastle sprach Sharkey über seine Karriere und seine Entscheidung, von der Bühne zurückzutreten: „Ich hatte eine absolut brillante Karriere … Es war Zeit, die Bühne zu verlassen und Platz zu machen [für neue Künstler].“
Sharkey lebt mit seiner Frau und zwei Kindern in London.

## Diskografie

### Alben
- 1985: Feargal Sharkey (Virgin Records)
- 1988: Wish (Virgin Records)
- 1991: Songs from the Mardi Gras (Virgin Records)

### Singles
- 1984: Listen to Your Father
- 1985: Loving You
- 1985: A Good Heart
- 1985: You Little Thief
- 1986: Someone to Somebody
- 1986: Save Me (The Undertones feat. Feargal Sharkey)
- 1988: More Love
- 1988: Out of My System
- 1988: If This Is Love
- 1991: I’ve Got News for You
- 1991: Women and I
- 1991: To Miss Someone
- 1991: Cry Like a Rainy Day

## Auszeichnungen für Musikverkäufe
| Goldene Schallplatte - Kanada - 1986: für das Album Feargal Sharkey - 1986: für die Single A Good Heart - Niederlande - 1986: für die Single A Good Heart |

Anmerkung: Auszeichnungen in Ländern aus den Charttabellen bzw. Chartboxen sind in ebendiesen zu finden.
| Land/RegionAuszeichnungen für Musikverkäufe (Land/Region, Auszeichnungen, Verkäufe, Quellen) | Gold     | Platin | Verkäufe | Quellen         |
| -------------------------------------------------------------------------------------------- | -------- | ------ | -------- | --------------- |
| Kanada (MC)                                                                                  | 2× Gold2 | —      | 100.000  | musiccanada.com |
| Niederlande (NVPI)                                                                           | Gold1    | —      | 75.000   | nvpi.nl         |
| Vereinigtes Königreich (BPI)                                                                 | 2× Gold2 | —      | 600.000  | bpi.co.uk       |
| Insgesamt                                                                                    | 5× Gold5 | —      |          |                 |